# Блу Лејк (Калифорнија)
Блу Лејк (енгл. Blue Lake) град је у америчкој савезној држави Калифорнија. По попису становништва из 2010. у њему је живело 1.253 становника.

## Демографија
Према попису становништва из 2010. у граду је живело 1.253 становника, што је 118 (10,4%) становника више него 2000. године.
| Група             | 2000.       | 2010.         |
| Белци             | 985 (86,8%) | 1.064 (84,9%) |
| Афроамериканци    | 6 (0,5%)    | 5 (0,4%)      |
| Азијати           | 15 (1,3%)   | 13 (1,0%)     |
| Хиспаноамериканци | 28 (2,5%)   | 82 (6,5%)     |
| Укупно            | 1.135       | 1.253         |